# Felice Piccolo
Felice Piccolo (n. 27 august 1983, Pomigliano d'Arco, Italia) este un fotbalist italian care evoluează la echipa Alessandria Calcio pe postul de fundaș central. În prealabil, în sezonul 2009-2010, el fusese împrumutat la CFR Cluj de la echipa italiană Empoli FC.

## Carieră
A debutat pentru CFR 1907 Cluj în Liga I pe 7 martie 2010 într-un meci pierdut împotriva echipei Oțelul Galați.

## Titluri
| Sezon     | Club            | Titlu   |
| --------- | --------------- | ------- |
| 2006-2007 | Juventus Torino | Serie B |
| 2009-10   | CFR 1907 Cluj   | Liga I  |